# Port Byron (Illinois)
Port Byron és una vila dels Estats Units a l'estat d'Illinois. Segons el cens del 2000 tenia 1.535 habitants.

## Demografia
Segons el cens del 2000, Port Byron tenia 1.535 habitants, 623 habitatges, i 419 famílies. La densitat de població era de 256,6 habitants/km².
Dels 623 habitatges en un 30% hi vivien nens de menys de 18 anys, en un 57,9% hi vivien parelles casades, en un 6,9% dones solteres, i en un 32,6% no eren unitats familiars. En el 28,6% dels habitatges hi vivien persones soles el 12,4% de les quals corresponia a persones de 65 anys o més que vivien soles. El nombre mitjà de persones vivint en cada habitatge era de 2,46 i el nombre mitjà de persones que vivien en cada família era de 3,08.
Per edats la població es repartia de la següent manera: un 25,6% tenia menys de 18 anys, un 7,9% entre 18 i 24, un 27,4% entre 25 i 44, un 25,5% de 45 a 60 i un 13,6% 65 anys o més.
L'edat mediana era de 40 anys. Per cada 100 dones de 18 o més anys hi havia 99 homes.
La renda mediana per habitatge era de 47.768 $ i la renda mediana per família de 59.000 $. Els homes tenien una renda mediana de 44.926 $ mentre que les dones 26.208 $. La renda per capita de la població era de 24.363 $. Aproximadament el 2,1% de les famílies i el 4% de la població estaven per davall del llindar de pobresa.

## Poblacions properes
El següent diagrama mostra les poblacions més properes.